# خانه غلامحسین حاتمی
خانه غلامحسین حاتمی مربوط به دوره پهلوی است و در شهرستان سیرجان، بخش مرکزی، دهستان زیدآباد، روستای ملاحاجی، خیابان اصلی واقع شده و این اثر در تاریخ ۱۶ دی ۱۳۸۷ با شمارهٔ ثبت ۲۴۴۹۱ به‌عنوان یکی از آثار ملی ایران به ثبت رسیده است.